# 록히드 C-141 스타리프터

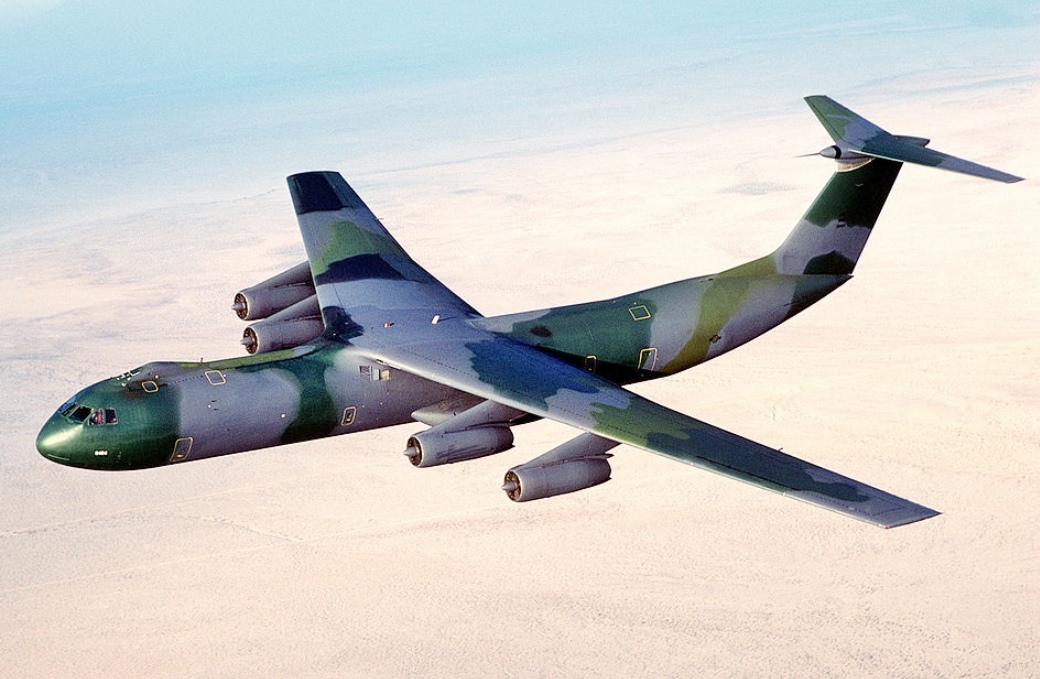

록히드 C-141 스타리프터(Lockheed C-141 Starlifter)는 미국 공군의 MAC(Military Airlift Command), AMC(Air Mobility Command)의 뒤를 잇는 MATS(Military Air Transport Service)에서 운용했다가, 지금은 운용하지 않는 군용 전략 공수기이다.  이 항공기는 AFRC(Air Force Reserve Command)의 전신인 AFRES(Air Force Reserve), ANG(Air National Guard), 공군교육훈련사령부(AETC)에도 C-141, C-5, C-17, KC-135 훈련을 위해 할당되었다.
더글러스 C-124 글로브마스터 II, 더글러스 C-133 카고마스터 등 속도가 더 느린 프로펠러 구동 화물기들을 대체하기 위해 선보인 C-141은 1960년에 설정된 요건들을 충족하기 위해 설계되었고 1963년 첫 비행을 했다. 1965년에 최종 285대가 생산되었다. 그 중 284대는 USAF에 전달되었다.

## 같이 보기
- 군용 수송기
- 록히드 C-5 갤럭시
- 일류신 Il-76